# Emil Krištof
Emil Krištof (* 10. Dezember 1957 in Hof/Dvor) ist ein österreichischer Schlagzeuger und Komponist des Creative Jazz. Er ist Kärntner Slowene.

## Werdegang
Krištof war zunächst mit der von ihm gegründeten Gruppe Kundalini, die von 1980 bis 1992 bestand und südslawische Volksmusik und Jazz verband, bei Jazzkonzerten zu hören. Zwischen 1986 und 1989 studierte er Jazz- & Popularmusik bis zum Diplom am Landeskonservatorium Klagenfurt. Seit 1987 ist er künstlerischer Ko-Leiter des Universitätskulturzentrums Unikum in Klagenfurt. Dort veranstaltete er, z. T. von ihm konzipierte und komponierte Konzerte mit Fred Frith, Uli Scherer, Matthieu Michel, Klaus Dickbauer, Herbert Joos, Wolfgang Puschnig, Wolfgang Reisinger, Radu Malfatti. Mit The minimal t.r.i.o (Uli Scherer, Ali Gaggl) tourte Krištof 1997 in Mexiko. Weiterhin wirkte er an Puschnigs Roots & Fruits mit der Stage Band des Vienna Art Orchestra mit. Auch vertonte er Gedichte von Jani Oswald. Mit den Kollegen von Carinthian Connection (Puschnig, Gaggl, Andreas Mayerhofer und Karl Sayer) bestreitet er den seit langen Jahren durchgeführten Jazz-Vocal Workshop beim Musikforum Viktring. Er ist auch auf Alben von Herbert Joos und von Lorenz Raab zu hören.

## Diskographische Hinweise
- buhštabenzupe (Drava 2007, im Paket mit dem Lyrikband »Frakturen« von Jani Oswald)
- Nature Way (PAO 2000, mit W. Puschnig, K. Dickbauer, H. Joos)
- Alberta G. vocalize (PG Records 2000, mit Wolfgang Puschnig, Uli Scherer, Rudi Melcher, Karl Sayer, Georg Breinschmid, Laurinho Bandeira)
- Wolfgang Puschnig Roots & Fruits (Polygram 1997)
- Kundalini Grenz-Jazz / Obmejni-Jazz (Extraplatte 1988, mit Pauli Tatschl, Luka Antičevič, Ali Gaggl)